# Falkenskiold
Falkenskiold var en dansk adelsslægt, der hørte til den højere brevadel og sværdadelen. Familien stammede oprindeligt fra en gammel dansk patricierslægt.

## Våben
Skjoldet firdelt, i 1. og 4. felt en guld falk, om hvis hals en guld ring med flagrende blå bånd i rødt; i 2. og 3. en oprejst blå løve i sølv; på hjelmen en guld falk med halsring og bånd.

## Historie
Ved patent af 3. august 1716 adledes oberst Martin Düssel (ca. 1690-1746) og kaptajn Christoffer Düssel (ca. 1698-1770), til Hald Kloster, med navnet von Falkenskiold. Sidstnævnte efterlod af ægteskabet med Else Sophie Bartholin ikkun en datter, Else Margarethe (1737-1801), der blev gift 1771 med konferensråd Constantin August Charisisius til Constantinsborg; den ældre broder, Martin Dyssel von Falkenskiold, efterlod derimod af ægteskabet med Dorthe Sophia von Schack (1710-1772), foruden 3 døtre, der døde som konventualinder i henholdsvis Gisselfeld og Roskilde adelige Jomfruklostre, to sønner, nemlig:
1. Den bekendte oberst Seneca Otto von Falkenskiold (1742-1820) og
2. oberst Arnoldus von Falkenskiold (1744-1819) til Sæbygård, gift 1775 med Elisabeth Sehested fra Broholm. Hans søn, Anders Sehested von Falkenskiold (1781-1841), stempelpapir‑kommissær, havde i ægteskabet med Hedevig de Leth, datter af generalløjtnant Johan Frederik de Leth, 7 sønner, hvis afkom har udbredt sig her i landet.

Familien uddøde med de to brødre Otto Seneca Falkenskiold (død cirka 1918) and Marcus Frederik Falkenskiold (død 1928).

## Svensk gren af slægten
En gren af slægten kom til Sverige 1852 med reserveløjtnant i den danske flåde Sophus Falkenskiold (1823-?), der var sønnesøn af Arnoldus von Falkenskiold (1743 – 1819). Sophus Falkenskiold blev svensk statsborger i 1875. Hans slægt blev ikke introduceret på det svenske Riddarhuset. Denne gren, som hovedsageligt var bosat i Skåne, uddøde i 1910.